# Nuclear Instruments & Methods in Physics Research B
Nuclear Instruments & Methods in Physics Research Section B, Beam Interactions With Materials and Atoms) is een internationaal, aan collegiale toetsing onderworpen wetenschappelijk tijdschrift op het gebied van de kernfysica.
De naam wordt in literatuurverwijzingen meestal afgekort tot Nucl. Instrum. Methods Phys. Res. B Beam Interact. Mater. Atoms.
Het wordt uitgegeven door Elsevier en verschijnt 18 keer per jaar.
Het is een gedeeltelijke voortzetting van het in 1957 opgerichte tijdschrift Nuclear Instruments. Het eerste nummer verscheen in 1984.